# Spania nigra
Spania nigra är en tvåvingeart som beskrevs av Johann Wilhelm Meigen 1830. Spania nigra ingår i släktet Spania och familjen snäppflugor. Arten har ej påträffats i Sverige. Inga underarter finns listade i Catalogue of Life.